# La Cocha
La Cocha ist die Hauptstadt des gleichnamigen Departamento La Cocha in der Provinz Tucumán im Nordwesten Argentiniens. 
Stadt und Departamento liegen im äußersten Süden der Provinz.

Kirche in La Cocha